# Fracture (téléfilm)
Pour plus de détails, voir Fiche technique et Distribution.
Fracture est un téléfilm dramatique français réalisé par Alain Tasma, diffusé pour la première fois le 30 novembre 2010 sur France 2.

## Synopsis
Anna Kagan, une jeune professeure d'histoire-géographie, est affectée comme remplaçante dans un collège réputé difficile à Certigny, une banlieue où les difficultés s'accumulent : échec scolaire, conflits entre bandes et policiers, pauvreté et chômage. Elle doit faire face à des élèves difficiles, dont la plupart se replient dans des communautés issues de l'immigration. C'est une nouvelle vie qui commence pour cette jeune enseignante, soutenue et encouragée par sa famille. Elle ne tarde pas à remarquer le jeune Lakdar Abdane, élève sage et encourageant contrairement à ses camarades, et possédant un don pour le dessin dont il est désireux de faire son avenir. Mais Lakdar a perdu récemment l'usage de la main droite à la suite d'une fracture mal soignée. Après une nouvelle visite à l'hôpital où ses espoirs de rétablissement s'évanouissent, il comprend qu'il sera dans l'incapacité de dessiner, il voit ses rêves partir en fumée et sombre dans le désespoir. Il cesse d’aller en cours et rumine une vengeance contre le médecin responsable de son malheur. Commence alors pour lui une descente aux enfers.

## Fiche technique
- Réalisation : Alain Tasma
- Adaptation, scénario et dialogues : Emmanuel Carrère, d'après le roman de Thierry Jonquet, Ils sont votre épouvante et vous êtes leur crainte
- Musique  : Cyril Morin, Éditions musicales : CIPANGO Music
- Production : Thomas Anargyros et Édouard de Vésinne
- Production exécutive : Frédéric Brunell
- Avec le soutien de la Région Ile-de-France, l'ACSE
- Pays d'origine :  France
- Durée : 115 minutes
- Date de première diffusion : 30 novembre 2010 sur France 2
- Audience : 4 063 000 de téléspectateurs soit 15,4 % de part d'audience[réf. nécessaire]
- Déconseillé aux moins de 10 ans avertissement des paroles et gestes racistes

## Distribution
- Anaïs Demoustier : Anna Kagan
- Samy Seghir : Lakhdar Abdane
- Paul Bartel : Kevin, le meilleur ami de Lakhdar
- Djemel Barek : Ali, le père de Lakhdar et de Slimane
- Laurent Stocker : M. Darbois, le collègue cynique

Avec la participation de :
- Leïla Bekhti : Zohra, cousine de Lakhdar, coiffeuse
- Patrick Catalifo : M. Vidal, un collègue, professeur principal de la 3e B
- Mireille Perrier : Catherine Kagan, la mère d'Anna
- Robin Renucci : Daniel Kagan, le père d'Anna

Avec la participation amicale de
- Ariane Ascaride : Mme Seignol, la principale du collège
- Marilyne Canto : Sandoval, la supérieure de David Haddad

- Xavier Hosten : Loïc
- Azdine Keloua : Slimane, le frère de Lakhdar, de retour de prison
- Barnabé Magou : Moussa, l'élève difficile qui cause des problèmes
- Jonathan Cohen : David Haddad, le médecin de Lakhdar
- Marie-Sohna Condé : Sophie, professeur au collège, en désaccord avec toutes les idées ou propositions de ses collègues
- Emmanuel Suarez : Guibert, un collègue qui est muté en même temps qu'Anna
- Théo Fernandez : Sydney, le petit frère retenu en otage par Lakdar et Kevin
- Camille Cottin : la voisine du frère de Lakhdar

Quelques rôles secondaires de la classe de 3e B :
- Tanguy Onakoy : Tanguy, meilleur ami de Moussa
- Diavara Peinda : une élève qui demande la religion d'Anna
- Rayan M'Zouri : Rayan, un élève qui demande à Anna une minute de silence pour la Palestine
- Oulaya Amamra : une fille dans la classe
- Mohamed Zouhir : Mohamed
- Hassane Gassama : un élève qui dit qu'il ne voudra pas voter
- Gowciga Ponnambalam : une élève de la classe
- Jason Divengele : un élève

## Autour du film
- Ils sont votre épouvante et vous êtes leur crainte, le titre du roman de Thierry Jonquet dont le téléfilm est l'adaptation, est une citation tirée d'un poème de Victor Hugo, écrit en juin 1871, juste après la Commune de Paris, et dans lequel l'écrivain évoque les communards. Dans le téléfilm, le personnage du père (Robin Renucci) fait référence à cette même citation. Initialement, le téléfilm devait d'ailleurs s'intituler Vous êtes leur crainte[1] mais le titre a finalement été modifié.
- Les scènes scolaires ont été tournées au collège Pablo Neruda d'Aulnay-sous-Bois[2].

## Musiques additionnelles
- Bakar : Vie de Tess
- Kery James : La Couleur
- Nessbeal : L'Ombre du mal
- Rohff : Éducation, banlieue & délinquance
- LIM : Grammes d'héroïne
- Médine : Fracture